# Öğündük

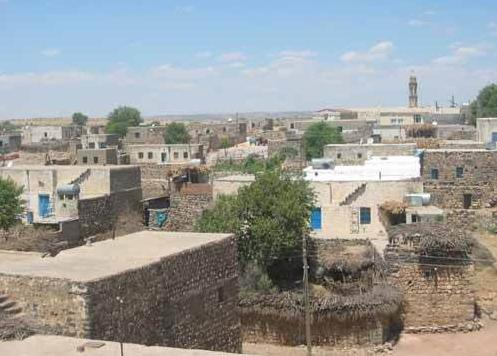
Öğündük

Öğündük (aramäisch Midin, arabisch Middo, kurdisch Midih, Syrische Sprache ܡܝܕܝܢ) ist ein christlich-aramäisches Dorf im Landkreis İdil in der Provinz Şırnak im Südosten der Türkei im Gebirgszug Tur Abdin.

## Geographie
Öğündük liegt, etwa 800 m über dem Meeresspiegel, am Übergang eines Kalksteinmassivs zu den östlich davon gelegenen Basaltblockfeldern. 15 km weiter südöstlich liegt der erloschene Vulkan ’alam (türkisch Elim Dağı) mit über 1.000 Höhenmetern. Direkt am östlichen Ortsrand beginnt eine tiefe Schlucht, die von den Ortsansässigen Roghulo d-gihano (Höllenschlund) genannt wird.

### Lage
Die benachbarten Ortschaften Öğündüks verteilen sich wie folgt:
| Midyat 47 km              |                                             | Yarbaşı 18 km  |
| Kloster Mor Gabriel 27 km | Kompassrose, die auf Nachbargemeinden zeigt | İdil 16 km     |
| Sarıköy 13 km             |                                             | Kefshenne 2 km |

### Klima
Das Klima ist mediterran, im milden Winter und Frühjahr regnet es teilweise sehr viel. Die Sommer sind sehr heiß und trocken.

### Flora
Bis in die 1950er Jahre gab es noch dichte Eichenwälder. Inzwischen ist fast alles bis auf einige größere Eichen abgeholzt. Die türkische Armee hat im Krieg gegen kurdische Separatisten regelmäßig die verbliebenen Wälder abgebrannt, um den Kämpfern die Deckung zu nehmen. Im ganzen Tur Abdin herrschen mediterrane Hartlaubgewächse vor.

## Wirtschaft
Im fruchtbaren Umland von Öğündük werden Wein, Honig- und Wassermelonen, Feigen, Gurken, Getreide, Hülsenfrüchte, Nüsse, Mandeln, Pistazien u. a. angebaut. Neben Ackerbau gibt es noch traditionell Viehzucht für den eigenen Bedarf.

### Bevölkerung
Nach Massakern im 19. Jahrhundert, dem Völkermord an den Aramäern 1915 und der Auswanderung nach Europa liegt seit einigen Jahren die Bevölkerungszahl konstant bei etwa 50 aramäischen Familien.

### Infrastruktur
Vor dem Ortseingang liegt die Gendarmeriestation der türkischen Streitkräfte.
- 1953: Errichtung einer staatlichen Grundschule
- 1978: Anschluss an das Strom
- 1987: Telefon Netz
- 1996: Fertigstellung eines Wasserturms
- 1999: Ausbau einer befestigten Straße
- 2001: Fertigstellung einer Kanalisation

## Sprache
Durch den Zuzug von kurdischsprachigen Christen vor etwa dreihundert Jahren und durch die sehr weit östliche Lage im Tur Abdin entwickelte sich in Midin ein eigener Dialekt des Aramäischen. Er beinhaltet auch Wörter des Klassisch-Aramäischen (Kthobonoyo) und Neuost-Aramäischen.

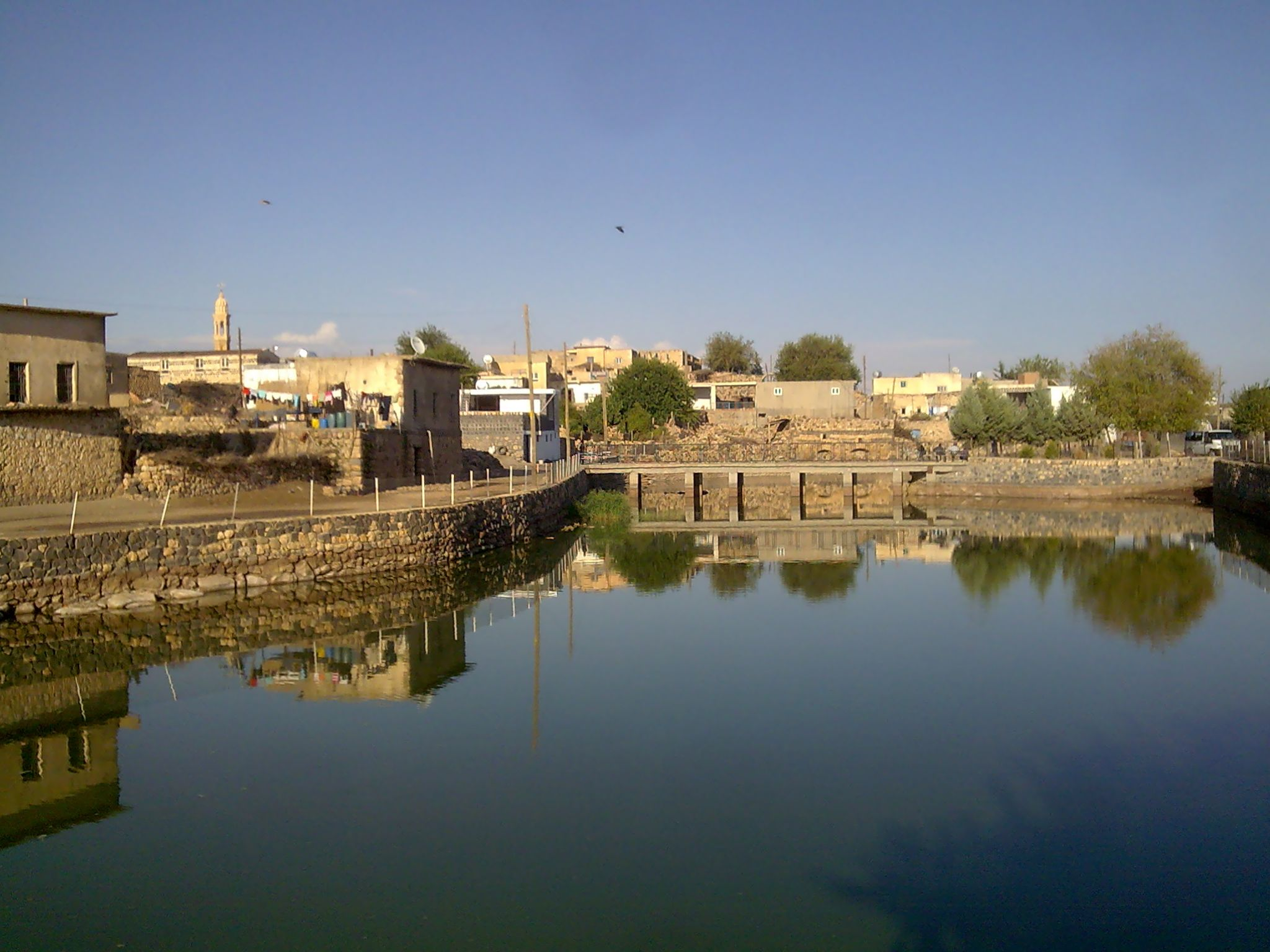
Blick über Midin, im Vordergrund der Teich „Raumo“ und die Brücke „Kopri“
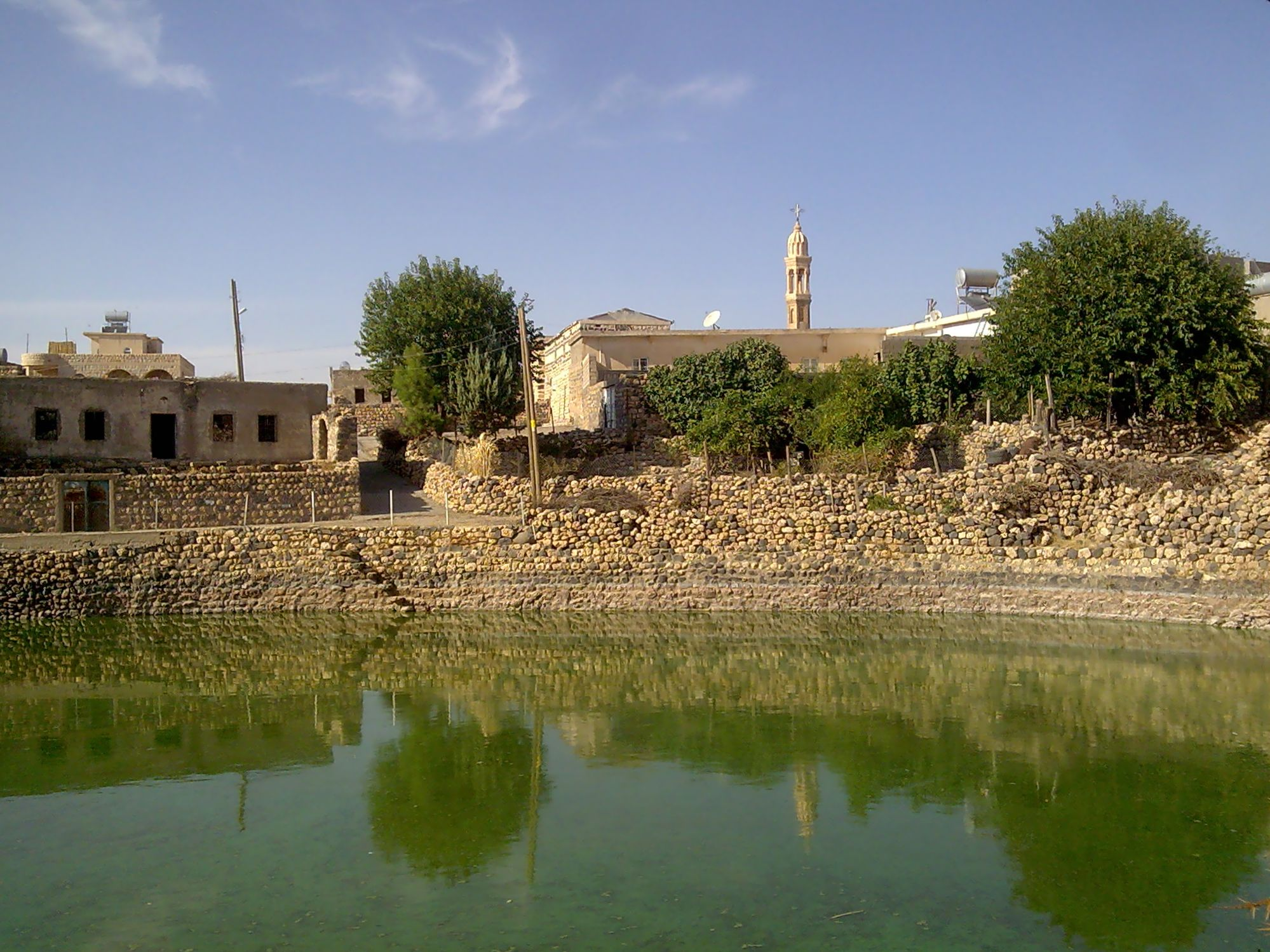
Blick über das Dorf, im Hintergrund die Hauptkirche Mor Yakup
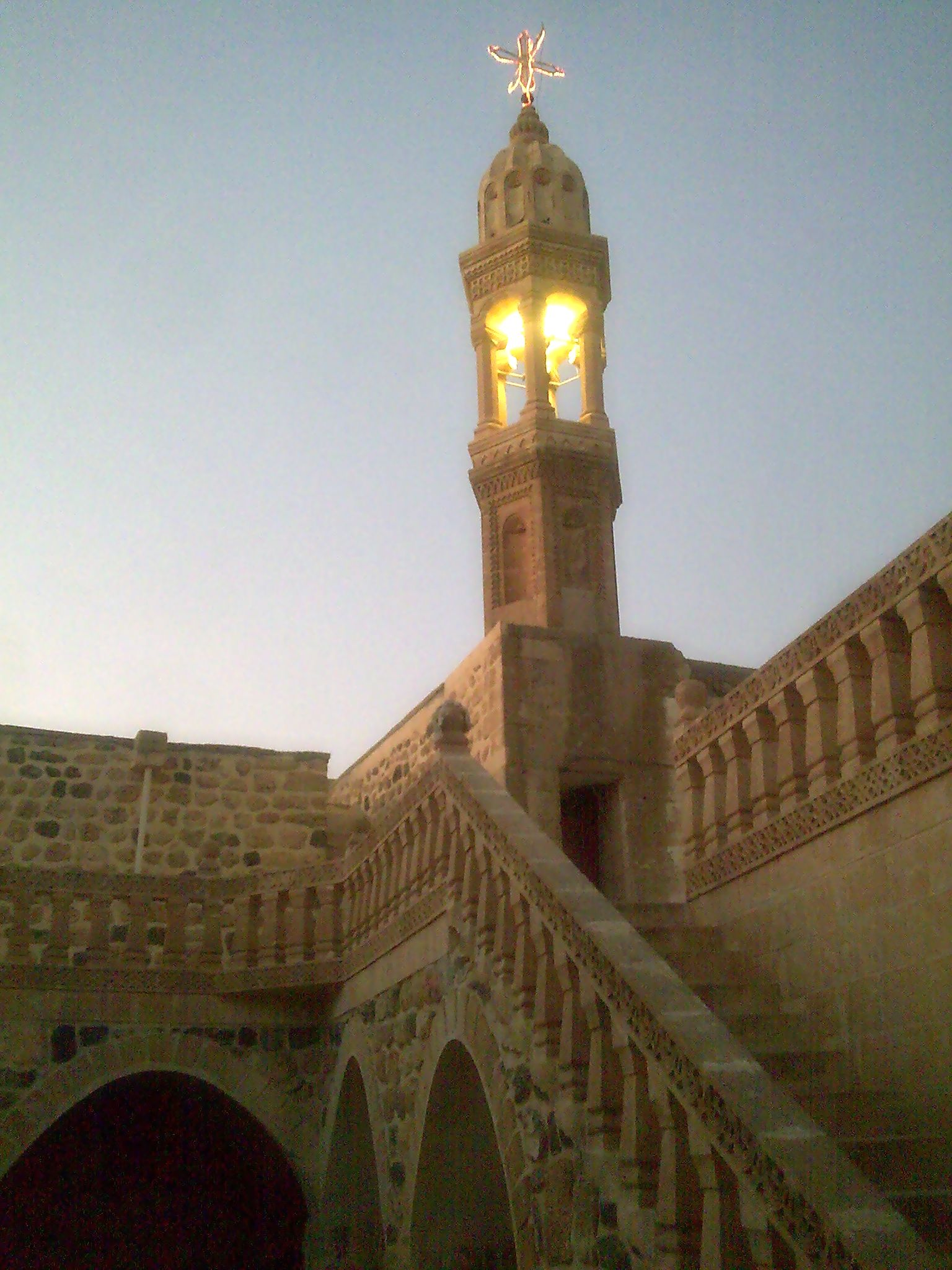
Pfarrkirche Mor Yakup/ St. Jakob
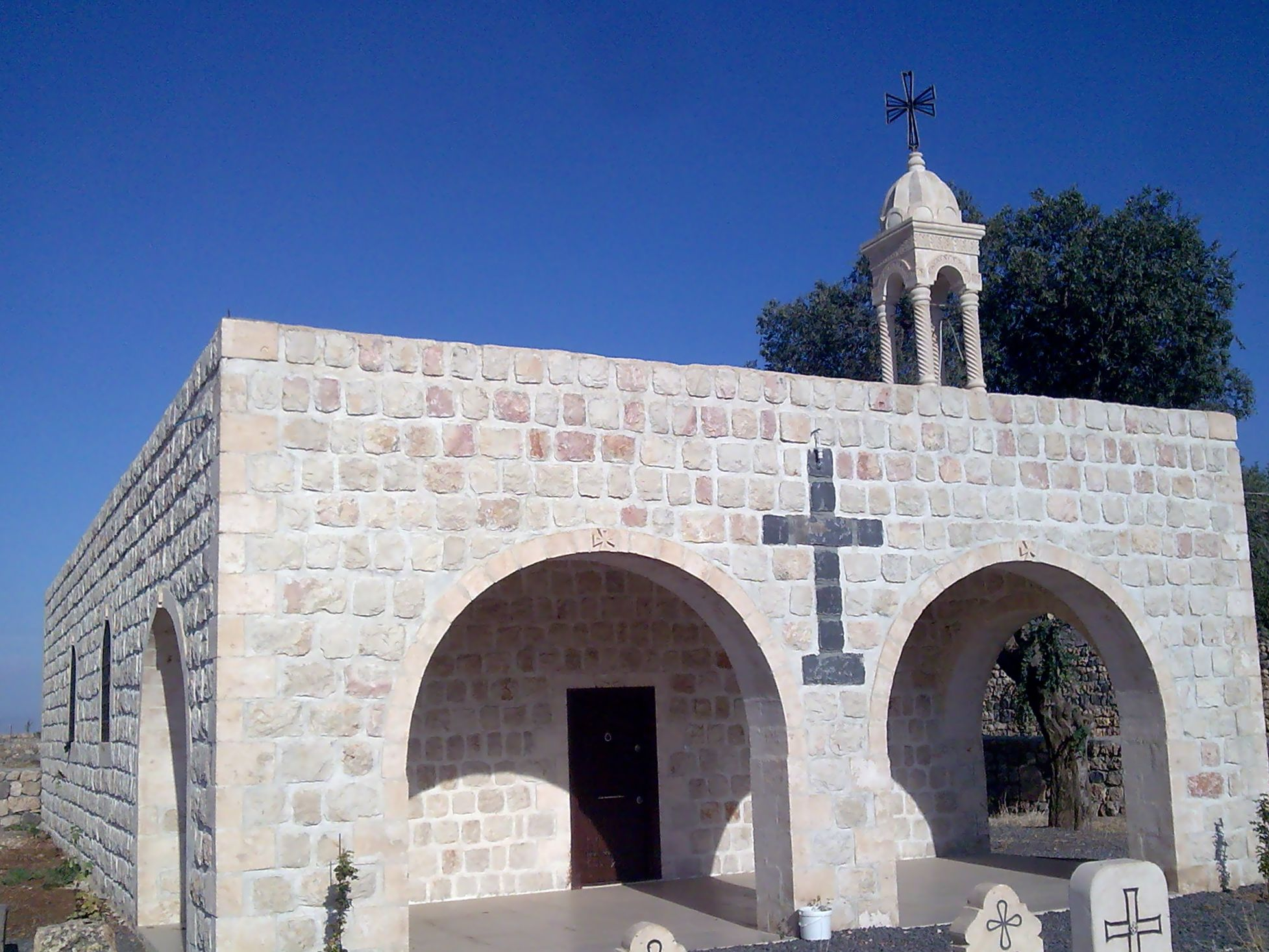
Filialkirche Mor Heworo/ St. Heworo

## Geschichte

### Ortsname
Historische Schriften aus dem 6. Jahrhundert erwähnen hier eine Grenzfestung Minduos bzw. Mindun, deren genaue Lage allerdings noch nicht geklärt ist. Davon leitet sich vermutlich der aramäische Name des Dorfes ab.

### Der Ort bis zur Antike
An den Abhängen der Schlucht in der Nähe der Siedlung gibt es zahlreiche natürliche und künstlich geschaffene Höhlen, daher vermutet man, dass hier bereits in vorgeschichtlicher Zeit ein Siedlungsplatz lag.
Bei Bauarbeiten gefundene einzelne Rollsiegel wurden von Wissenschaftlern auf die mittelassyrische Zeit (1500–1000 v. Chr.) datiert. In den assyrischen Berichten über den Feldzug König Assurnasirpals II. (883–859 v. Chr.) im Jahr 879 v. Chr. gegen die aramäischen Fürsten und Könige des Tur Abdin wird der Ort nicht erwähnt.

### Römisch-Persische Kriege
Aus dem 4. Jahrhundert wurden jüngst noch mitten in der Ortschaft Münzen mit griechischer Inschrift Kaiser Konstantins I. des Großen und seiner Söhne gefunden. Zu dieser Zeit war der größte Teil des Tur Abdin, also vermutlich auch Midin, bereits christianisiert.
Die ersten nachchristlichen Jahrhunderte wurden von Grenzstreitigkeiten zwischen Römern und Persern und den späteren Römisch-Persischen Kriegen geprägt. Von 363 an war der Tur Abdin 250 Jahre lang die östlichste Flanke des Römischen Reiches. Die Grenze zwischen beiden Imperien führte direkt am östlichen Dorfrand von Midin vorbei in die Schlucht, die hier anfängt, und weiter entlang zum Tigris hin. Die Gebiete östlich von Midin bis südlich des Klosters Mor Malke bei Arkah waren persisch. Im Norden und Nordosten bildete der Tigris die natürliche Grenze.

### Aufstieg des Islams
Später wurde der Tur Abdin in die islamische Welt eingegliedert. Die Araber nahmen das Land in den Jahren 639 und 640 in Besitz. Der Tur Abdin wurde somit ein Teil des Sarazenen-Reiches. Aus dem 10. Jahrhundert (911 oder 914 n. Chr.) ist eine Inschrift aus Midin erhalten. Sie ist die früheste Grabinschrift einer Ordensschwester im Tur Abdin.
Ansonsten spielte der Ort in der Geschichte keine herausragende Rolle. Bezeugt ist, dass Midin 1453 durch kurdische Nomaden zerstört und ebenfalls im 15. Jahrhundert von Horden aus Diyarbakır gebrandschatzt wurde. Mitte des 19. Jahrhunderts plünderten Banden des Masur Beg aus Botan Midin.

### Erster Weltkrieg, Völkermord 1915
Wie fast alle christlichen Ortschaften im Tur Abdin wurde Midin 1915 im Zuge des Völkermords an den Aramäern angegriffen. Der Ort konnte gegen die Angreifer nicht gehalten werden. So flüchteten die Bewohner nach der ersten Belagerung nach Beth Sbirino, dem heutigen Haberli, wo sie mit vielen anderen Christen aus den umliegenden Dörfern in der festungsartig gebauten Kirche Mor Dodo die Belagerung überstanden. Sieben Jahre später kehrten die ersten Einwohner wieder zurück. Mehr als 1.000 Einwohner von Midin wanderten für immer in den Irak und Libanon aus.